# Liqenas
Liqenas là một xã trong quận Korçë thuộc hạt Korçë, Albania. Dân số năm 2005 là 4148 người.